# موجودیت سیاسی

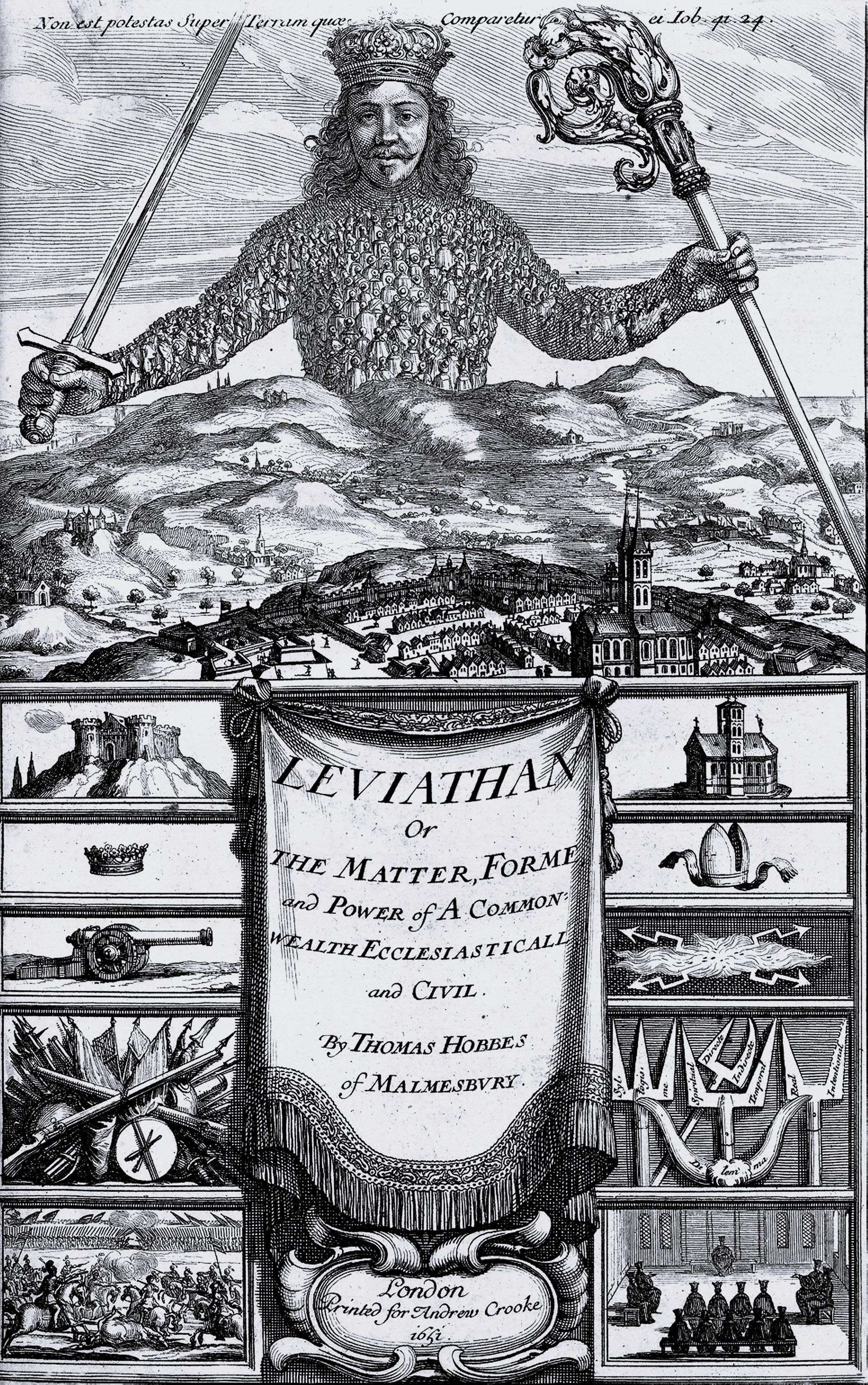
دیباچه کتاب لِویاتان

موجودیت سیاسی (انگلیسی: Polity) به هر نوعی از نهاد سیاسی گفته می‌شود که عبارت است از گروهی از مردم که باهم متحد شده و دارای نیروی انسجام منبعث از انگیزه درون جوش خود نظیر هویت هستند و از ظرفیت لازم برای به‌حرکت درآوردن توانمندی‌های خود برخوردارند و برای اداره خود از سلسله مراتب استفاده می‌کنند.

## بررسی اجمالی

### اشکال مختلف
موجودیت سیاسی (پولیتی) ممکن است در شکلهای مختلف ظاهر شود، از قبیل یک دولت، یک امپراطوری، یک سازمان بین‌المللی، یک سازمان سیاسی و دیگر ساختارهای سازماندهی‌شده قابل شناسایی که در منابع خود تغییر ایجاد می‌کنند. یک موجودیت سیاسی، مثل یک کشور، نباید الزاماً یک واحد مستقل باشد. برجسته‌ترین موجودیتهای سیاسی امروز حکومتهای وستفالی یا دولتهای متعلق به ملتها هستند، که معمولاً (گرچه صحیح نیست) به آنها ملل گفته می‌شود؛ بنابراین، موجودیت سیاسی گستره وسیعی از سازمانهایی را در بر می‌گیرد که بسیاری از آنها زیرساخت دستگاه‌های دولتی معاصر، نظیر مقامات مدنی و دولتهای محلی تحت حاکمیتشان را شکل می‌دهند.

### متغیر و سیال
موجودیت سیاسی (پولیتی) الزاماً مناطق جغرافیایی مشخصی را تحت کنترل ندارند. همچنانکه تمام نهادهای سیاسی و حکومتها، کنترل منابع یک منطقه خاص جغرافیایی را در اختیار نداشته‌اند. حکومتهای تاریخی عشایری که اصل آنها از استپهای آسیا اروپایی پا گرفته بود، برجسته‌ترین مثال موجودیت سیاسی (پولیتی) مهاجر بود. تفاوت این‌گونه موجودیت‌های سیاسی غیرمستقر (عشایری) با دولتها، در نداشتن یک سرزمین ثابت و تعریف شده‌است. امپراطوریها هم از دولتها متفاوند چرا که سرزمین‌هایشان فاقد تعریف شدگی پایدار و ثبات دائمی هستند؛ بنابراین دولت و دستگاه سیاسی آنها متغیر و سیال است؛ بنابراین نگرش به موجودیت سیاسی به عنوان یک جامعه سیاسی، نگرشی مفید است.

### نهاد سیاسی
پولیتی می‌تواند یا بعنوان یک جناح، یا در زمانهای گوناگون، بعنوان یک نهاد دردرون یک نهاد بزرگتر (معمولاً دولت)، یا در زمانهای متفاوت به عنوان همان نهاد تعریف شود. بعنوان مثال کردها در کردستان عراق بخشی از موجودیت سیاسی مجزا و متمایز خودشان هستند. درعین حال، عضوی از دولت مستقل عراق هستند که خود یک موجودیت سیاسی است، البته یک موجودیت سیاسی که دارای تخصیص بسیار کمتر در نتیجه انسجام بسیار کمتری است؛ بنابراین یک فرد می‌تواند همزمان به بیش از یک موجودیت سیاسی تعلق داشته باشد.
توماس هابز یک چهره بسیار برجسته در مفهوم سازی موجودیتهای سیاسی و مشخصاً دولتها بود. هابز مفاهیم دولت و اجتماع سیاسی (body politic) را در معروف‌ترین اثر فلسفی خود بنام لویاتان Leviathan مورد توجه قرار داد.
در قرون قبل، جامعه سیاسی در فرد مشخصی که نماد حاکمیت است، اعم از امپراتور، پادشاه یا دیکتاتور در نظامهای سلطنتی و استبدادی، و شخص منتخب در جمهوریها تعریف می‌شد.
حال که بسیاری از موجودیتهای سیاسی در چند قرن اخیر دمکراتیک تر شده‌اند، جامعه سیاسی که بحث استقلال در آن مطرح است، ابعاد بسیار گسترده‌تری نسبت به صرف لایه حاکم، از جمله سلطنت، پیدا کرده‌است.
در زمان حاضر عبارت جامعه سیاسی می‌تواند به نمایندگی یک گروه مثل گروه‌های قومی یا جنسیتی اشاره داشته باشد. در لیبرال دموکراسی‌ها، کابینه برای نمایندگی کردن جامعه سیاسی انتخاب می‌شوند.